# Monica & Monica tolkar Beppe, Olle, Allan
Monica & Monica tolkar Beppe, Olle, Allan är ett musikalbum från 2009 med Monica Dominique och Monica Nielsen. Albumet innehåller tolkningar av visor av Beppe Wolgers, Olle Adolphson och Allan Edwall.

## Låtlista
1. Valborg (Roberto Menescal/Ronaldo Bascoli/Beppe Wolgers) – 3'26
2. Nu är det gott att leva (Olle Adolphson) – 3'04
3. Sjuka skämt (Burt Bacharach/Beppe Wolgers) – 2'22
4. Män (Arthur Schwartz/Beppe Wolgers) – 3'01
5. Om våren (Olle Adolphson/Nils Ferlin) – 1'15
6. En glad calypso om våren (Olle Adolphson) – 2'51
7. En människa (Carl-Axel Dominique/ Allan Edwall) – 0'59
8. En glad calypso om kriget (Carl-Axel Dominique/Allan Edwall) – 2'24
9. Gaskarln (Carl-Axel Dominique/Allan Edwall) – 3'32
10. Pjata, pjata (Burt Bacharach/Beppe Wolgers) – 3'05
11. Irländsk vaggvisa (Tom Lehrer/Beppe Wolgers) – 3'14
12. Gustav Lindströms visa (Olle Adolphson) – 2'43
13. Mitt eget land (Olle Adolphson/Beppe Wolgers) – 4'02
14. Tack för kvartersbion (Ralph Rainger/Beppe Wolgers) – 2'52

## Medverkande
- Monica Nielsen – sång
- Monica Dominique – piano
- Justina Lakin – trummor, slagverk
- Rigmor Bådal – bas

## Recensioner
- Svenska Dagbladet 18 november 2009

### Fotnoter
1. ↑  ”Svensk mediedatabas”. http://smdb.kb.se/catalog/id/002560753. Läst 27 oktober 2011.